# Marco Menéndez
Marco Antonio Menéndez Monterrubio (Atotonilco el Grande; 9 de junio de 1950) es un exfutbolista mexicano que jugó en el ataque.

## Selección nacional
Hizo su única aparición con México el 17 de febrero de 1971, en un empate sin goles ante Unión Soviética.

## Clubes
| Club              | País   | Año       |
| ----------------- | ------ | --------- |
| Atlante           | México | 1968-1971 |
| Zacatepec         | México | 1971-1972 |
| Guadalajara       | México | 1972-1973 |
| Tigres de la UANL | México | 1973-1977 |
| Veracruz          | México | 1977-1978 |

## Palmarés

### Títulos nacionales
| Título           | Equipo            | País   | Año     |
| ---------------- | ----------------- | ------ | ------- |
| Segunda División | Tigres de la UANL | México | 1973-74 |
| Copa México      | Tigres de la UANL | México | 1975-76 |